# Geo Wolters
Geo Wolters (eigentlich: Johann Joachim Georg Wolters; * 25. Mai 1866 in Hamburg; † 3. November 1943 ebenda) war ein deutscher Marinemaler, Lithograph und Radierer.

## Leben

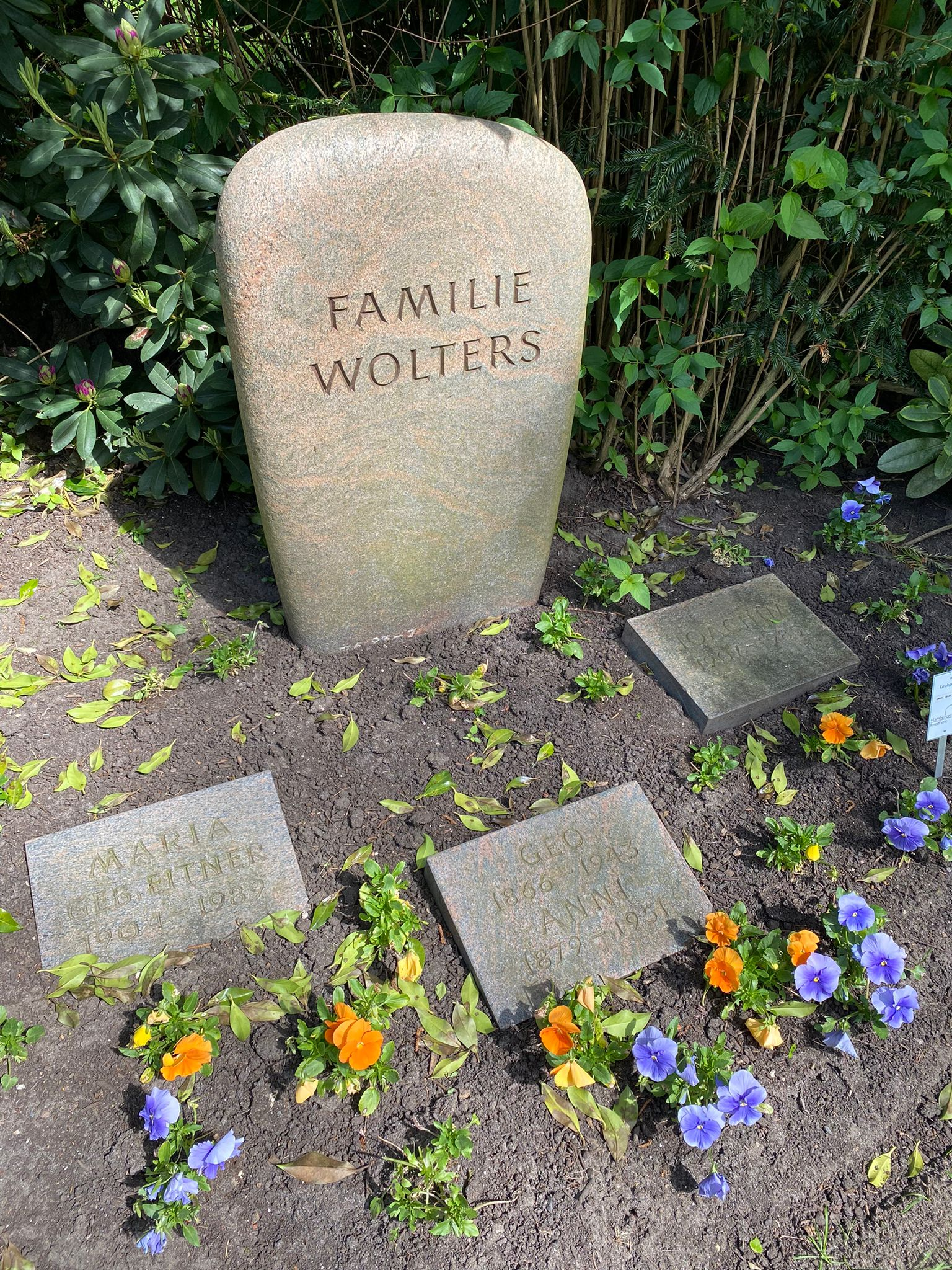
Grabstätte auf dem Friedhof Ohlsdorf

Wolters war Schüler von Rudolf Hardorff und Friedrich Schwinge in Hamburg. Er ließ sich 1890 in Paris an der Académie Colarossi und an der Académie Julian sowie 1904 an der Akademie in Antwerpen fortbilden. Im Ersten Weltkrieg fuhr er als Leutnant zur See. Er war Jachtsegler und Motorbootfahrer und der einzige Marinemaler mit Kapitänspatent.
Er war zweimal verheiratet und hatte sechs Kinder. Seine letzte Ruhestätte befindet sich auf dem Friedhof Ohlsdorf, nordöstlich vom Forum an der Talstraße im Planquadrat Z 6.

## Werke
- Landschaften und Seebilder mit Schiffen, Werften und Flussszenen, Ölbilder, Aquarelle, Zeichnungen, Radierungen.

## Ausstellungen und Sammlungen
- Gruppenausstellungen: ab 1896 im Hamburger Kunstverein, in der Kunsthalle Hamburg, bei Louis Bock und Galerie Harnisch.
- Öffentliche Sammlungen: Altonaer Museum; Peter Tamm – Internationales Maritimes Museum in Hamburg.
- Geo Wolters – Der Meister der Kleinschifffahrt. Kehdinger Küstenschiffahrts-Museum, Wischhafen, 2010